# 시미즈 리사 (성우)
시미즈 리사(일본어: 清水 理沙 しみず りさ[*], 1988년 9월 9일 ~ )는 일본의 여성 배우 겸 성우다. 가나가와현 출신이다. 구니타치 음악대학을 나왔으며, 액센트 소속이다.